# Little Gangster
Little Gangster (Originaltitel: De Boskampi’s) ist ein 2015 erschienener niederländischer Familienfilm von Arne Toonen.

## Handlung
Der elfjährige Rik „Rikkie“ Boskamp und sein alleinerziehender Vater Paul sind beide Außenseiter und Mobbingopfer: Rik in der Schule, Paul an seinem Arbeitsplatz als Buchhalter. Beide haben gelernt, sich zu ducken und ein kleines Ziel abzugeben. Doch als Paul eine Beförderung in Aussicht steht, die mit einem Umzug verbunden ist, ergreift Rik für ihn die Chance, endlich einen Neuanfang mit einem coolen Vater zu machen.
Inspiriert durch einen Mafiafilm ändert Rik am neuen Wohnort sein Äußeres radikal, ändert seinen Nachnamen in „Boskampi“ und verbreitet die Behauptung, sein Vater sei ein Mafiaboss. Das spricht sich herum und verschafft ihnen einerseits Respekt, über den sich der ahnungslose Paul stark wundert, andererseits aber auch die Aufmerksamkeit eines ehemaligen Polizeibeamten, der den Fall seines Lebens wittert und den beiden nachspioniert.
Rik freundet sich mit Gina an, die in der Stadt einen italienischen Laden betreibt, dem jedoch Kundschaft fehlt, außerdem wird die Buchhaltung von ihrem Cousin nicht ordentlich gemacht. Rik schaltet seinen Vater ein, der sich sofort in Gina verliebt (und umgekehrt) und ihre Buchhaltung in Ordnung bringt. Ginas hünenhafter, aber leicht debiler Bruder Anton hat sich sofort mit Rik angefreundet und wird von diesem als sein Bodyguard ausgegeben. Sein Erscheinen sorgt auch in mehreren brenzligen Situationen für plötzlichen Respekt.
Riks Image als Mafiasohn gerät ins Wanken, als ein ehemaliger Arbeitskollege Pauls, der ihn gemobbt hat, ebenfalls am neuen Arbeitsplatz anfängt und dessen Sohn in der Schule in Riks Klasse kommt. Zudem wird die wirkliche Mafia auf den angeblichen Mafiaboss aufmerksam und entführt Rik schließlich, um die Konfrontation mit seinem Vater zu erzwingen, von dem sich Gina überdies abwendet, als sie von dessen angeblicher Mafia-Zugehörigkeit erfährt: mit solchen Männern will sie nichts zu tun haben. Das und ein Einsatz der Polizei führen zu erheblichen Verwicklungen, bis Rik schließlich einsieht, dass er am besten das ganze Lügengebäude aufklärt.
Am Schluss heiraten Gina und Paul, und da Ginas Cousin tatsächlich bei der Mafia ist, stellt Rik fest, dass er nun doch ein richtiger Mafiasohn geworden sei.

## Besetzung und Synchronisation
Little Gangster wurde bei der Studio Hamburg Synchron GmbH unter der Dialogregie von Céline Fontanges, die auch das Dialogbuch schrieb synchronisiert.
| Darsteller     | Deutscher Sprecher | Rolle    |
| -------------- | ------------------ | -------- |
| Thor Braun     | Henry Pomrehn      | Rikkie   |
| Henry van Loon | Asad Schwarz       | Paul     |
| Meral Polat    | Maja Maneiro       | Gina     |
| René van’t Hof | Volker Hanisch     | Fred     |
| Rick Lens      | Piet Nowatzky      | Roderick |

## Veröffentlichung
Little Gangster wurde am 19. April 2015 im Rahmen des Filmfestivals Zeeuws-Vlaanderen uraufgeführt. In Deutschland wurde der Film am 21. Oktober 2016 auf KiKA gezeigt.

## Rezeption

### Auszeichnung
Beim MICHEL Kinder und Jugend Filmfest 2015 wurde Little Gangster mit dem Michel-Filmpreis ausgezeichnet.

### Kritiken
Die Kritik fällt durchweg positiv aus. filmdienst.de lobt: „Rasant-überdrehter Kinderfilm, der in den Konturen eines ‚Mafia-Films‘ vorrangig unterhält, wobei die liebenswert und durchaus raffiniert erdachte Vater-Sohn-Beziehung stets Bestand hat“. cinema.de meint: „Warmherziger Generationenkonflikt mit lustiger Lektion in Sachen Coolsein.“